# 东林乡 (海伦市)
东林乡，是中华人民共和国黑龙江省绥化市海伦市下辖的一个乡镇级行政单位。

## 行政区划
东林乡下辖以下地区：
东方红村、富民村、文明村、玉泉村、长荣村、平安村、战胜村、富兴村、兴海村、双胜村、东胜村、大成村、万胜村、连山村和镇东村。